# 침팬지속
침팬지속(-屬; 학명: Pan)은 침팬지와 보노보의 두 종을 포함하는 속이다. 보노보는 침팬지와 잡종을 만들 수 있다.(보노보#잡종)

## 수명
침팬지는 야생에서 나이 40을 넘는 것은 드물지만, 동물원 등에서 수명이 나이 60을 넘곤 한다.
치타마이크(Cheetah-Mike)라는 침팬지가 2011년 12월 24일 신부전으로 죽었을 때의 나이가 80세로 알려져 있다. 타잔 영화에 치타로 출연한 것은 아니고 타잔으로 출연했던 배우 조니 와이즈뮬러가 관련된 유원지에서 키웠던 침팬지인 것으로 추정된다.

## 분류학적 관계
- 사람족(Hominini)
  - 침팬지아족(Paninina)
    - 침팬지속(Pan)
      - 침팬지(Pan troglodytes)
      - 보노보(Pan paniscus)

  - 사람아족(Hominina)
    - 사람속(Homo)
      - 사람(Homo sapiens)

## 같이 보기
- 다이앤 포시
- 제인 구달

1. ↑  Shapiro, Max. "Retired Florida Developer Nick Bickey Wins $1,000 No-Limit After Even Chop," 보관됨 10월 20, 2009 - 웨이백 머신 February 2008. Accessed 2 July 2009.
2. ↑  Ponick, Terry (2011년 12월 29일). “Tarzan's pal Cheetah dead at 80”. 《The Washington Times》. 2012년 1월 9일에 원본 문서에서 보존된 문서. 2012년 1월 3일에 확인함.